# Коронавірусна хвороба 2019 на острові Мен
Епідемія коронавірусної хвороби 2019 на острові Мен — це поширення пандемії коронавірусної хвороби 2019 на територію острова Мен. Перший випадок хвороби на острові зареєстровано 19 березня 2020 року в особи, яка приїхала з Іспанії через Ліверпуля. Місцева передача вірусу на острові вперше підтверджена 22 березня. До травня 2021 року було підтверджено 1591 випадок хвороби, з яких 1560 одужали, а 29 померли. 27 березня 2020 року уряд острова повідомив про закриття кордонів та портів острова для новоприбулих, за винятком прибуття вантажів та прибуття працівників життєво важливих галузей.

## Хронологія

### Січень-березень 2020
У січні уряд острова Мен заявив, що ризик для громадськості острова епідемії коронавірусної хвороби є низьким, і що острів готовий відповісти на появу нового коронавірусу з Уханя, якщо на ньому з'явиться потенційний випадок хвороби.
У березні уряд Мена знову заявив, що ризик епідемії для громадськості острова коливається від помірного до низького. Незважаючи на те, що уряд применшив ризик поширення хвороби, в магазинах розпочали продаж антисептиків для рук.
19 березня зареєстровано перший випадок коронавірусної хвороби на острові. Хворий повернувся з поїздки до Іспанії чотирма днями раніше рейсом через Ліверпуль. 26 березня двоє хворих з COVID-19 госпіталізовані до лікарні Нобл.
26 березня уряд острова Мен почав вимагати від усіх жителів залишатися вдома, за винятком невеликої кількості причин, за кілька днів після того, як Сполучене Королівство запровадило подібні обмеження.

### Квітень-червень 2020: перший локдаун
1 квітня головний міністр острова Говард Кейл повідомив про першу смерть на острові Мен, пов'язану з COVID-19. 6 квітня на острові зареєстровано 12 випадків хвороби, а 6 хворих знаходились на лікуванні у лікарні Нобл.
15 квітня міністерство охорони здоров'я та соціальної допомоги повідомило, що взяло на себе контроль за одним із найбільших будинків для осіб похилого віку на острові «Абботсвуд» «для безпеки його мешканців».
18 квітня міністр охорони здоров'я Девід Ешфорд підтвердив, що цього дня в будинках для осіб літнього віку зареєстровано 2 смерті, які стали першими зареєстрованими смертями на острові поза лікарняними закладами, й що в будинку для осіб літнього віку Ебботсвуд зареєстровано 37 випадків коронавірусної хвороби. 11 хворих знаходились на стаціонарному лікуванні, проведено загалом 2319 тестувань, 296 з яких були позитивними, з них 12 молодших 20 років і 74 старших 65 років.
23 квітня була внесена незначна зміна до карантинних правил, що дозволило жителям острова перебувати поза домом необмежений час, за умови, що вони контактували лише з членами власного домогосподарства.
З 24 квітня будівельникам, торговцям і садівникам дозволено повертатися до роботи за умови дотримання умов соціального дистанціювання.
Магазини з садівництва відкрилися з 11 травня, а деякі магазинам та іншим роздрібним підприємствам, які торгують товарами не першої необхідності, було дозволено відкриватися з 18 травня.
3 червня повідомлено про відсутність активних випадків хвороби на острові. З 15 червня дозволено громадські заходи за участю не більш ніж 30 осіб, дозволяли обслуговувати клієнтів усередині ресторанів, пабів та кафе, частково відкриті тренажерні зали. 11 червня повідомлено, що з 15 червня мають зняти обмеження щодо соціального дистанціювання, за винятком охорони здоров'я та охорони довкілля.
25 червня повідомлено, що авіаційне сполучення між островом Мен і Гернсі, яке забезпечує авіакомпанія «Aurigny Air Services», відновиться в липні, та буде проводитись без карантинних обмежень.

### Липень-вересень 2020 року
Починаючи з 6 липня, особи, які перебувають на острові більше 14 днів, і в яких є скарги на стан здоров'я, за законом більше не потребують самоізоляції протягом 14 днів, незалежно від того, який у них був результат тестування. Натомість цим особам рекомендовано знову пройти тестування та самоізолюватись, поки не буде результатів нового тесту. Якщо результат тесту негативний, і людина почувається добре, то самоізоляція таким особам більше не потрібна. Якщо результат тесту позитивний, то процес такий же, як і раніше: самоізоляція протягом 14 днів разом із членами домогосподарства. Про подібний випадок повідомлено 6 вересня, коли житель острова, який повернувся з Великої Британії, самоізолювався протягом 7 днів, а потім зробив тестування, результат якого був позитивним, після чого він пішов на самоізоляцію на 14 днів разом із членами родини. За підсумками цього випадку наголошено, що ризик для більшості жителів острова надзвичайно низький.

### Жовтень-грудень 2020 року
Чоловіка, який повернувся на острів Мен і не знаходився на самоізоляції протягом необхідних 14 днів, ув'язнили на 28 днів.
Чоловіка, який переплив Ірландське море від Айл-Вітхорна в Шотландії, до Рамзі на власному човні, щоб відвідати свою дівчину в Дугласі, 14 грудня 2020 року ув'язнили на 4 тижні за незаконне прибуття на острів.

### Січень-лютий 2021 року: друга хвиля
7 січня 2021 року на острові повторно запроваджено локдаун, закрито більшість магазинів, готелі та школи.
1 лютого о 00:01 за Гринвічем острів скасував усі карантинні обмеження щодо COVID-19 після 20 днів відсутності нових випадків хвороби із внутрішньою передачею вірусу. Усі школи знову відкрились, і всі магазини та паби отримали дозвіл працювати без обмежень. Острів Мен став єдиним місцем на Британських островах без соціального дистанціювання.

### Березень-квітень 2021 року: третя хвиля
3 березня головний міністр утретє повернув на острові стан локдауну після збільшення кількості нових випадків хвороби. Запроваджено також обов'язкове перебування в помешканні, а всі навчальні заклади та заклади, діяльність яких не є життєво важливою, були закриті. На острові зареєстровано збільшення випадків хвороби з невідомим механізмом інфікування, низка з яких були зареєстровані в навчальних закладах.
Опозиційний політик Білл Шиммінс розкритикував недостатні, на його думку, попередні дії уряду під час епідемії, назвавши їх «повільною аварією поїзда». Головний міністр заявив, що до цього не було достатньо даних для запровадження жорсткіших карантинних заходів.
Станом на 3 березня 2021 року на острові було 52 активних випадки хвороби. 18 березня на острові було 865 активних випадків хвороби, що стало найбільшим показником активних випадків на острові.
19 квітня всі обмеження були скасовані знову, крім певних обмежень у сферах охорони здоров'я та соціального обслуговування.

### Червень—липень 2021: четверта хвиля, відновлення кордонів
28 червня кордони відкрилися для жителів Сполученого Королівства та Республіки Ірландія, які отримали 2 дози вакцини, за умови, що після другої дози минуло 2 тижні.
З 14 липня на острові розпочали роздавати безкоштовні тестові набори для самотестування в аптеках і школах. 22 липня було підтверджено, що для острова було замовлено понад 140 тисяч тестів, що коштувало уряду острова Мен приблизно 440 тисяч фунтів стерлінгів.
Як голова уряду Говард Куейл, так і міністр охорони здоров'я Девід Ешфорд підтвердили, що острів не вводитиме четвертого карантину, але вони будуть готові до додавання обмежень, таких як соціальне дистанціювання та/або заборона зайвих контактів у приміщенні, якщо це буде необхідно.

## Тестування
Перші результати тестувань на острові були отримані 17 березня 2020 року; до 31 березня зареєстровано 60 позитивних та 853 негативних результатів тестувань. До 30 квітня кількість тестувань зросла до 315 позитивних та 2764 негативних тестів. 31 травня загальна кількість зросла до 336 позитивних та 4510 негативних тестів. 22 червня кількість проведених тестів перетнула позначку в 6000.
20 березня 2020 року розпочато забір біоматеріалу на COVID-19 на майданчику для автоперегонів «Трибуна ТТ». Пізніше розпочато забір крові на антитіла до COVID-19 для кращого розуміння поширеності коронавірусу серед населення острова. Уряд острова Мен 20 квітня створив власний центр тестування з можливістю проводити 200 тестувань на день з цілодобовим режимом роботи.

## Щеплення
Перша партія з 975 доз вакцини Pfizer-BioNTech проти COVID-19 надійшла на острів 16 грудня 2020 року. Відповідно до рекомендацій комітету з вакцинації та імунізації, першими мали отримати вакцину працівники охорони здоров'я, особи, які живуть і працюють у будинках догляду за особами похилого віку, а також особи віком більше 80 років. Співробітники служби охорони здоров'я на острові спочатку вирішили дотримуватись рекомендацій виробників щодо введення другої дози вакцини Pfizer–BioNTech через 21 день, або введення другої дози вакцини Оксфорд–AstraZeneca через 28 днів. Це не співпадало з рекомендаціями уряду Великої Британії щодо введення другої дози за 12 тижні після введення першої дози. 23 лютого медичні керівники острова повідомили, що інтервал доз для вакцини Oxford–AstraZeneca буде продовжений до 10 тижнів після публікації нових доказів програми вакцинації Великої Британії. Пізніше цей інтервал був продовжений до 12 тижнів, та затверджений також для вакцини Pfizer-BioNTech.
4 січня 2021 року розпочалася вакцинальна кампанія; першою особою, яка отримала вакцину Pfizer/BioNTech проти COVID-19 у лікарні Нобла, стала працівник будинку догляду за особами похилого віку Сенді Генней. 18 січня 2021 року мешканці будинків для догляду за особами похилого віку отримали перші дози вакцини Оксфорд/AstraZeneca. 14 червня 2021 року були введені перші дози вакцини проти COVID-19 «Moderna». Станом на 20 червня 2021 року загалом 62413 осіб (86,1 % дорослого населення) отримали першу дозу вакцини, а 32613 45(%) — отримали другу дозу вакцини.

## Вплив епідемії на суспільне життя

### Події
16 березня 2020 року департамент підприємництва острова Мен в зв'язку з пандемією COVID-19 офіційно оголосив про скасування в 2020 році на острові Мен мотогонки TT, яку планувалося провести в період з 30 травня по 11 червня 2020.
Традиційне щорічне липневе засідання Тинвальду у зв'язку з можливістю скасування у зв'язку зі спалахом COVID-19, відбулося в Сент-Джонсі під відкритим небом в понеділок 6 липня 2020 року, проте його проведення відбулось у обмеженому вигляді, улітку був скасований Тинвальдський ярмарок. Петиції про відшкодування у зв'язку із економічними втратами у зв'язку зі скасуванням ярмарку мали подаватися до початку заходу.

### Спорт
16 березня 2020 року були скасовані традиційні мотогонки на острові Pre-TT-Класичні гонки, 18 березня 2020 були скасовані ще дві традиційні мотогонки. Організатори також скасували Національне ралі острова Мен, яке мало відбутися 15–16 травня 2020 року, скасована також традиційна автогонка у гірській місцевості. Також були скасований великодній фестиваль бігу та гірський марафонський забіг. Департамент з питань підприємництва острова Мен та мотоциклетний клуб Мена повідомили в понеділок 4 травня 2020 року про скасування мотоциклетного фестивалю на острові Мен у 2020 році, включаючи Гран-прі Мена та мотоциклетні перегони «Classic TT».
Найбільша спортивна подія громади острова Мен — 85-мильне змагання зі спортивної ходьби, яка мала відбутися у суботу 20 червня 2020 року, була скасована директоратом змагань 23 березня. Англійська футбольна асоціація дала розпорядження футбольній асоціації острова Мен з 27 березня скасувати всі футбольні турніри, як у дорослих лігах, так і юніорські турніри, у сезоні 2019—2020 років. Футбольний клуб «Сент-Меріс» з Дугласа на момент скасування турніру лідирував із 6-очковою перевагою у Прем'єр-лізі острова Мен.

## Заходи боротьби з епідемією
Заходи, запроваджені на острові Мен для боротьби з поширенням коронавірусної хвороби, включали обов'язкову 14-денну самоізоляцію для всіх, хто прибував на острів, та початком масового тестування на коронавірус. Уряд повідомив, що з 9 години ранку 23 березня 2020 року заборонено в'їзд на Мен для нерезидентів острова. Уряд підтвердив у твіттері, що з 23 березня 2020 року всі школи на острові будуть закриті.
27 березня 2020 року уряд закрив кордони та порти острова, крім прибуття працівників життєво важливих галузей, та заборонив громадські зібрання за участі більше 2 осіб, якщо вони не з одного домогосподарства.
Після 15 квітня 2020 року мешканці острова Мен, які живуть за його межами і бажають повернутися на острів, зможуть отримати дозвіл на прибуття визначеними морськими рейсами раз на тиждень за умови дотримання 14-денного карантину після прибуття.

## Допомога та виплати для населення
На острові Мен 7 банків запровадили канікули з виплати іпотеки на строк до трьох місяців для жителів острова.
На острові також запроваджено відтермінування виплати позик для місцевого бізнесу з оборотом до 10 мільйонів фунтів стерлінгів, розміром від 5 тисяч до 5 мільйонів фунтів на термін до 10 років. Загалом відтерміновано виплати 60 мільйонів фунтів стерлінгів.